# Bernhard Kampmann
Bernhard Kampmann (* 1957 in Braunschweig) ist ein deutscher Diplomat.

## Leben
Kampman absolvierte nach dem Abitur zwischen 1976 und 1978 eine Berufsausbildung zum Industriekaufmann sowie anschließend ein Studium der Rechts-, Politikwissenschaften und Internationalen Beziehungen. Nach der Ersten Juristischen Staatsprüfung 1983 folgte von 1984 bis 1985 das Rechtsreferendariat.
Kampmann ist verheiratet und hat zwei Kinder. Neben Deutsch, Französisch und Englisch spricht er auch Italienisch und Portugiesisch.

## Laufbahn
1985 trat er in den Auswärtigen Dienst ein und absolvierte in der Folgezeit seine Attachéausbildung in der Zentrale des Auswärtigen Amtes in Bonn sowie im dortigen Büro des Staatsministers. Im Anschluss folgte von 1988 bis 1990 eine Verwendung an der Botschaft in Tunesien sowie an der Botschaft in den USA, ehe er zwischen 1993 und 1996 Referent in der Politischen Abteilung des Auswärtigen Amtes war. Nach einer anschließenden Verwendung an der Botschaft in der Volksrepublik China war Kampmann von 1999 bis 2003 stellvertretender Referatsleiter in der Politischen Abteilung des Auswärtigen Amtes in Berlin. 2003 wurde er Leiter des Pressereferates der Botschaft in Frankreich und übernahm nach seiner Rückkehr zwischen 2007 und 2010 als Vortragender Legationsrat Erster Klasse die Funktion des Referatsleiters für Europäische Sicherheits- und Verteidigungspolitik in der Politischen Abteilung des Auswärtigen Amtes. Danach war er von 2010 bis 2013 Gesandter an der Botschaft in Brasilien.
Im Juli 2013 wurde Kampmann Botschafter der Bundesrepublik Deutschland in Senegal und damit Nachfolger von Christian Clages, der wiederum eine Berufung zum Botschafter im Libanon erhielt. Als solcher erfolgte zugleich seine Akkreditierung als Botschafter in Gambia, Guinea-Bissau und Kap Verde mit Sitz in Dakar. Im Jahr 2016 erfolgte seine Ablösung durch Renate Schimkoreit.
Im Jahr 2017 war Kampmann kommissarischer Geschäftsträger in Südafrika, fungierte danach im Planungsstab des Auswärtiges Amts als Berater des German Institute of Global and Area Studies und war dann von 2018 bis 2020 als Inspekteur im Auswärtigen Amt tätig. Im August 2020 wurde er Deutscher Botschafter in Jordanien. In diesem Amt wurde er 2023 von Bertram von Moltke abgelöst.